# Puriscal (canton)
Puriscal est un canton de la province de San José au Costa Rica.

## Histoire
Le canton ou Puriscal a été créé par le décret du 7 août 1868.

## Districts
Le canton de Puriscal est subdivisé en neuf districts (distritos) :
1. Santiago ;
2. Mercedes Sur ;
3. Barbacoas ;
4. Grifo Alto ;
5. San Rafael ;
6. Candelarita ;
7. Desamparaditos ;
8. San Antonio ;
9. Chires ;